# Salem Express
Die Salem Express war ein ägyptisches Fährschiff, das 1991 im Roten Meer nahe Safaga sank, wobei mehrere hundert Passagiere ums Leben kamen.

## Einzelheiten
Das Schiff wurde 1966 als Fred Scamaroni im Auftrag der französischen Reederei Compagnie Générale Transatlantique (CGT) auf der Werft Société des Forges et Chantiers de la Méditerranée in La Seyne-sur-Mer gebaut. Die Fred Scamaroni war als RoRo-Fährschiff mit etwa 110 Metern Länge und rund 18 Metern Breite konstruiert. Sie verfügte über drei Decks, die über ein Bugvisier, eine Heckrampe und mehrere Seitenpforten zugänglich waren. 1969 wurde das Fährschiff jeweils ohne Umbenennung auf die Tochtergesellschaft Compagnie Générale Transméditerranéenne und 1978 auf deren Nachfolgegesellschaft Société Nationale Maritime Corse-Méditerranée übertragen.
Ab 1980 fuhr das Schiff unter dem Namen Nuits St. George für die Reederei Dunkerque Ramsgate Ferries. 1982 wurde es von der Reederei Lord Maritime Enterprise aus Alexandria erworben und zunächst bis 1984 als Lord Sinai und danach von 1984 bis 1988 unter dem Namen Al Tahra betrieben. Nach dem Verkauf an die Samatour Shipping Company erhielt  das Schiff im Mai 1988 seinen letzten Namen Salem Express.

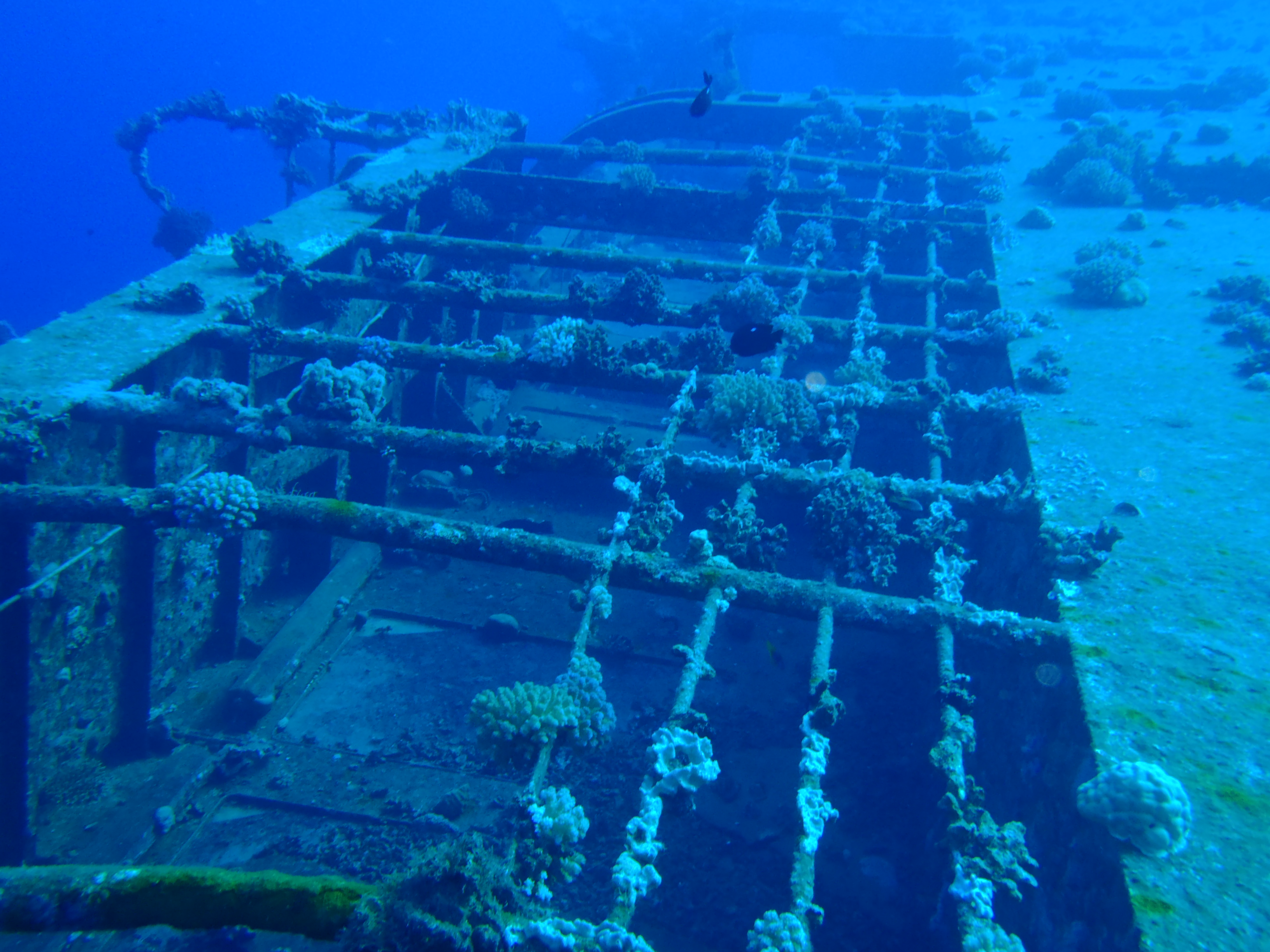
Blick auf die Aufbauten der Salem Express in 16 m Tiefe

In der Nacht des 14. Dezember 1991 lief die Salem Express auf dem Weg in die ägyptische Hafenstadt Safaga während eines Unwetters auf das Riff Shaab Sheer und schlug Leck. Das Schiff verfügte über große offene Decks und sank in wenigen Minuten. Die Passagiere, größtenteils Pilger auf der Rückreise von ihrem Haddsch nach Mekka, wurden im Schlaf überrascht. Etwa 200 Personen wurden gerettet. Laut der Passagierliste kamen mehr als 700 Personen ums Leben. Vermutlich ist die Zahl der Opfer aber höher, da davon ausgegangen werden kann, dass nicht alle Personen an Bord registriert waren. Ungeklärt ist bis heute, warum der Kapitän von der sicheren Schifffahrtsroute abwich.
Die Salem Express liegt heute etwa 1,5 Bootsstunden südöstlich von Safaga entfernt in einer Tiefe zwischen 11 und 32 Metern auf der Steuerbordseite (Position 26° 38′ 22″ N, 34° 3′ 39,9″ O). Das Wrack kann von außen betaucht werden. Da nicht alle Leichen aus dem Schiffsinneren geborgen werden konnten, wurde die Salem Express offiziell zum Grab erklärt. Die Ladeklappe riss bereits beim Unfall ab. Die Brücke und der Mittelgang können betaucht werden, die Kabinen dürfen weiterhin nicht betreten werden.